# Sentit de la vida
El sentit de la vida és l'explicació que intenten donar la filosofia o la religió al perquè de l'existència, responent a interrogants com la finalitat de l'ésser humà, el valor de la vida o la seva direcció. Constitueix la pregunta bàsica d'aquestes dues disciplines i s'aplica usualment només a la vida de l'home, ja que és l'única espècie que sembla tenir consciència i un autoconcepte prou desenvolupat com per voler trobar un sentit a la pròpia presència al món, lligat a una teleologia.
Les respostes han estat molt variades històricament i han aparegut a l'art, els mites, els cultes religiosos i el pensament racional i comprenen des de l'absència de sentit fins a la recerca de la felicitat, passant per la transcendència o altres intents de trobar un significat a la vida.

## Sentit per ella mateixa
La pregunta pel sentit de la vida sorgeix davant l'evidència de la mort: si tot s'acaba i la mort és inevitable, té algun significat la vida? Buscar un sentit a l'existència allunya la por a la mort i dona més valor als anys viscuts, perquè no solament són per ells mateixos sinó com a símbol; el sentit de la vida és ella mateixa, el mateix acte de viure és un valor positiu per la negació de la mort que suposa. Aquesta resposta ha estat usada per l'ateisme per explicar el sorgiment de la religió o la creença en un més enllà, que seria aleshores només una sublimació, un consol davant el terror de la finitud de la vida.
Aquesta resposta, però, també s'ha usat en la filosofia defensora de l'hedonisme: com que la vida és breu, el sentit és ella mateixa, aprofitar-la al màxim gaudint tant com es pugui. El tòpic literari carpe diem convida a l'exaltació del present, que esgota el sentit, ja que no cal preguntar-se pel significat d'un futur que és breu i amb final.
Les persones religioses donen sentit a la vida per ella mateixa justament per ser un do de Déu, la vida té valor i sentit com a ofrena, és a l'ésser humà a qui la divinitat ha atorgat una existència conscient per gaudir-la. Saber-se mortals reforça doncs el valor de l'existència, com el regal més valuós que hom pot tenir. Determinats corrents contra l'avortament o l'eutanàsia usen aquest argument per recolzar les seves demandes: la vida té sentit per ella mateixa i com que no pertany a l'home sinó que és un regal diví, és un pecat acabar amb ella. Per idèntic motiu es condemnava als que havien comès suïcidi a no poder ser enterrats en terra beneïda.
La vida pot considerar-se com un valor intrínsec, és a dir, inqüestionable o pres com a premissa per l'especulació posterior. Les concepcions que defensen aquesta postura atorguen a l'ésser humà una posició central en l'univers i poden ser racionals o apel·lar a un misteri constitutiu de l'existència. Es poden trobar mostres d'aquesta concepció en l'argument ontològic per defensar l'existència de Déu, ja que pressuposa que existir és millor o més perfecte que no existir i, per tant, atorga un valor intrínsec a la vida.
Alguns biòlegs també veuen un sentit intrínsec a la vida en l'instint de conservació de tots els éssers: l'ADN busca no desaparèixer i reproduir-se en qualsevol forma viva, des de les menys desenvolupades fins a les més complexes, però l'home és l'única que pot racionalitzar-ho. La vida, per definició, busca seguir sent vida (d'on deriva l'afany d'immortalitat que es troba a tants relats).

## Sentit en una altra vida
La majoria de religions lliguen el sentit de la vida a altres vides (escatologia). Per als jueus, per exemple, l'objectiu dels homes és servir i adorar Déu, ser fidels al seu pacte, iniciat amb Abraham. A l'Alcorà s'afirma igualment que l'únic propòsit amb què Déu va crear els éssers humans és perquè l'adoressin (67:1-2). Tot bon musulmà ho ha de comprendre i actuar segons els cinc pilars de l'islam per no condemnar-se.
Per al cristianisme obeir els preceptes divins també és l'única via per obtenir la salvació, que dona significat a tota l'existència perquè al Paradís o Cel la persona assoleix la màxima felicitat possible que és la possessió del mateix Déu. El sentit de la vida, aleshores, és preparar l'altra vida, obrant correctament. La vida terrenal, del cos, és finita però la de l'ànima és eterna (on s'observa una forta influència de l'idealisme).
Les religions orientals preparen una altra vida, però entesa també com a física. La persona posseeix un atman o ànima que pot progressar si s'actua bé, reencarnant-se en un ésser superior, o bé tornar a néixer com un ésser inferior. L'objectiu final és alliberar-se del cicle de reencarnacions eternes. Sovint la progressió de l'ànima es lliga a la superació del desig, que causa infelicitat.
L'hinduisme considera que el sentit de la vida és l'autoconeixement, per entendre que la pròpia ànima forma part de Braman, que tot és u, doctrina que va ser adoptada pels grecs i partidaris del gnosticisme.
El sentit de la vida no pot explicar-se des de la pròpia vida per tant la pregunta és absurda perquè és impossible de respondre-hi, postulen alguns pensadors. Cada teoria necessita un marc més ampli que la justifiqui i en conseqüència per poder entendre el sentit de la vida s'hauria de poder sortir d'ella. Acceptar aquesta afirmació no implica pensar que efectivament existeixin altres vides, com pensen els religiosos, sinó simplement delimitar un marc de raonament. Aquesta concepció és compartida per filòsofs com Kant o Ludwig Wittgenstein i psicòlegs com David Chalmers, entre d'altres.

## Sentit en els altres
Epicur i l'utilitarisme van afirmar que el sentit de la vida està en els altres, s'ha d'intentar viure proporcionant el màxim plaer al proïsme i així la pròpia existència té un valor perquè millora la societat i assegura la convivència. El goig intel·lectual (per a Stuart Mill), l'amistat i l'ordre que perseguien els il·lustrat esdevenen aleshores garants de sentit.
El voluntariat o el sentiment positiu que es deriva de fer el bé serien proves que el sentit de la vida està en els altres. L'ésser humà és per naturalesa un animal social, que no pot viure plenament aïllat. La màxima expressió de vida plena de sentit estaria en l'amor, entès o bé com una relació de parella perfecta (com al romanticisme i les seves derivacions) o com l'amor universal. Els altres sustentarien els ideals que donarien sentit a la vida.
La societat evoluciona per assolir cada cop una major unió respectant la llibertat personal. Aquesta evolució es pot guiar amb la voluntat de cadascú (telesi), mitjançant l'educació i el control de les emocions i conductes negatives que causin dolor a altri. El sentit de la vida, doncs, pot ser contemplat en una dimensió individual però també col·lectiva, en el progrés de la civilització.

## Sentit en la pròpia felicitat
La felicitat és, per a moltes persones, el que dona sentit a la vida; una vida paga la pena quan s'és feliç. Les diferències estan en la definició de felicitat i en les maneres d'aconseguir-la. Plató, per exemple, la lligava al coneixement, la vida tenia sentit com una constant cerca del coneixement veritable, un apropament a la idea, que proporcionava alhora felicitat saviesa (el sikhisme també considera la vida com un etern aprenentatge que proporciona sentit). Aconseguir la virtut ha estat sinònim d'autèntica felicitat (eudaimonia) i de sentit de la vida per a la majoria de pensadors en ètica (només varia la concepció del que és bo).
Al segle xx, amb l'auge del relativisme, es van abandonar gran part de les concepcions comunes, per afirmar que la vida només té sentit per a cada persona. La recerca de la pròpia felicitat és un camí individual, diferent en cadascú, lligat a la llibertat i a l'autorrealització (Abraham Maslow). Només dels propis actes i de la consideració que aquests mereixin, així com el nombre i qualitat d'objectius aconseguits (o somnis), pot donar sentit a l'existència i una mateixa situació pot ser percebuda com a mancada de significat o com a molt plena per diferents persones.
L'humanisme i les filosofies afins recullen aquesta concepció personal del sentit de la vida i subratllen el seu caràcter immanent, racional i humà, enfront autoritats externes o metafísiques.
Per a Viktor Frankl la voluntat de sentit, però del mateix sentit, és el que caracteritza a l'ésser humà fins i tot en situacions extremes (la seva logoteràpia neix dels camps de concentració del nazisme). Així la construcció del sentit de la vida és la principal motivació de la persona, enfront del desig de plaer de Freud o de poder de Nietzsche, i aquesta construcció de sentit és justament la que dona sentit a l'existència.

## Absència de sentit
La vida no té sentit per als defensors del nihilisme, i buscar-lo és només un senyal de feblesa davant la mort. No hi ha valors absoluts i tota vida acabarà, no solament la pròpia sinó la de tots els éssers humans i, probablement, la de l'univers (Big Crunch). Afirmar que la vida té un valor o un sentit és sostenir implícitament que la vida és millor que la no-vida, i amb aquest judici es cau en la fal·làcia naturalista, ja que es barregen termes ètics i valoratius que pertanyen a esferes culturals humanes (com "millor") a fenòmens estrictament naturals i, per tant, fora de l'abast d'aquests judicis. La vida s'ha donat per evolució, on intervé majoritàriament l'atzar, en un moment i un espai donat, sense que en calgui buscar una explicació o llei rectora. Pot tornar-se a donar (etern retorn) o no, sense que tingui cap sentit.
La filosofia de l'absurd, molt lligada a l'existencialisme, proclama que tot intent per trobar sentit a la vida està condemnat al fracàs. Albert Camus afirmava que malgrat aquesta absència de sentit s'ha de viure com si en tingués i acceptar la realitat al mateix temps, una tasca que titllava d'heroica per la seva dificultat.
Tant el nihilisme com la filosofia de l'absurd han estat acusats pels seus detractors de fer caure l'home en un pessimisme constant. El pragmatisme reacciona d'una manera positiva: la vida probablement no té sentit, però el que no té sentit és justament la pregunta, s'ha de ser pràctics i intentar viure de la millor manera possible.

## Altres explicacions
Per a la postmodernitat la pregunta sobre el sentit de la vida és una qüestió semàntica, com tantes altres. S'ha de ser conscient dels límits del llenguatge, de l'ambigüitat del significat en si i desconstruir els sentits de la vida històricament acceptats, per néixer d'una estructura social i lingüística determinada.
El destí pot explicar el sentit de la vida, que estaria escrit des d'abans de néixer (determinisme). El significat de l'existència de cada persona és únic però es relaciona amb un guió previ que no pot alterar substancialment. Conèixer el destí i acceptar-lo omple els dies de la persona conscient.
Des de l'economia, malgrat les crítiques, s'ha intentat elaborar un índex que mesuri la qualitat de vida. El sentit de l'existència de cada persona i país és assolir el major índex de qualitat de vida, que té en compte factors com la salut, l'estabilitat del sistema, la igualtat de gènere o la llibertat política.
A la ficció s'ha buscat donar resposta al sentit de la vida de diferents maneres, des de cerques meravelloses (com el Sant Graal) a una paròdia, com a la Guia Galàctica per a Autoestopistes, on "La Resposta a la Pregunta Definitiva sobre la Vida, l'Univers i Tot Plegat" que dona un superordinador especialitzat després de milions anys és senzillament "quaranta-dos". Igualment humorística és la pel·lícula The Meaning of Life dels Monty Python.